# Улица Католю (Рига)
Улица Католю (латыш. Katoļu iela) — улица в городе Рига, расположенная в Латгальском предместье, в историческом районе Московский форштадт. Начинается от перекрёстка с улицей Маскавас, пролегает в северном направлении и заканчивается тупиком у насыпи железнодорожной линии после пересечения с улицей Калупес. Общая длина улицы Католю составляет 777 метров.
На всём протяжении улица Католю асфальтирована, разрешено движение в обоих направлениях. Общественный транспорт не курсирует, однако на улице Маскавас есть остановка трамвая, а на улице Лудзас — остановка троллейбуса и автобуса «Katoļu iela».

## История
Улица Католю впервые показана на городском плане 1844 года под названием Большая Мёртвая улица (нем. Grosse Todtenstrasse, латыш. Lielā Mirušo iela), поскольку проходила мимо действовавших тогда кладбищ (ныне парки). В 1859 году получила нынешнее наименование (рус. Католическая улица, нем. Katholische Strasse). До 1937 года к улице Католю относился также участок по другую сторону железнодорожных путей (ныне улица Курбада).
После присоединения Латвии к СССР, в 1941 году улица была переименована в Киевскую улицу, но с началом немецкой оккупации было восстановлено название Katholische Strasse. В 1950 году вернулось название Киевская улица, а с 1993 года снова именуется Katoļu iela.

## Примечательные объекты
- Дом 10 — православная церковь Всех Святых (архитектор Я.-Ф. Бауманис, 1882—1884).
- Дом 16 — католическая церковь Святого Франциска (арх. Флориан Вигановский, 1889—1892).
- К храмам прилегают два небольших парка, устроенных на месте бывших кладбищ — Тихий сад и сад Миера.
- Жилые дома № 9 (построен в 1911 году), № 15 (арх. К. Пекшенс, 1908), № 17 (1910), № 33 (арх. Э. Лаубе, 1912) и № 35 (арх. К. Пекшенс, 1907) являются охраняемыми памятниками архитектуры[5].

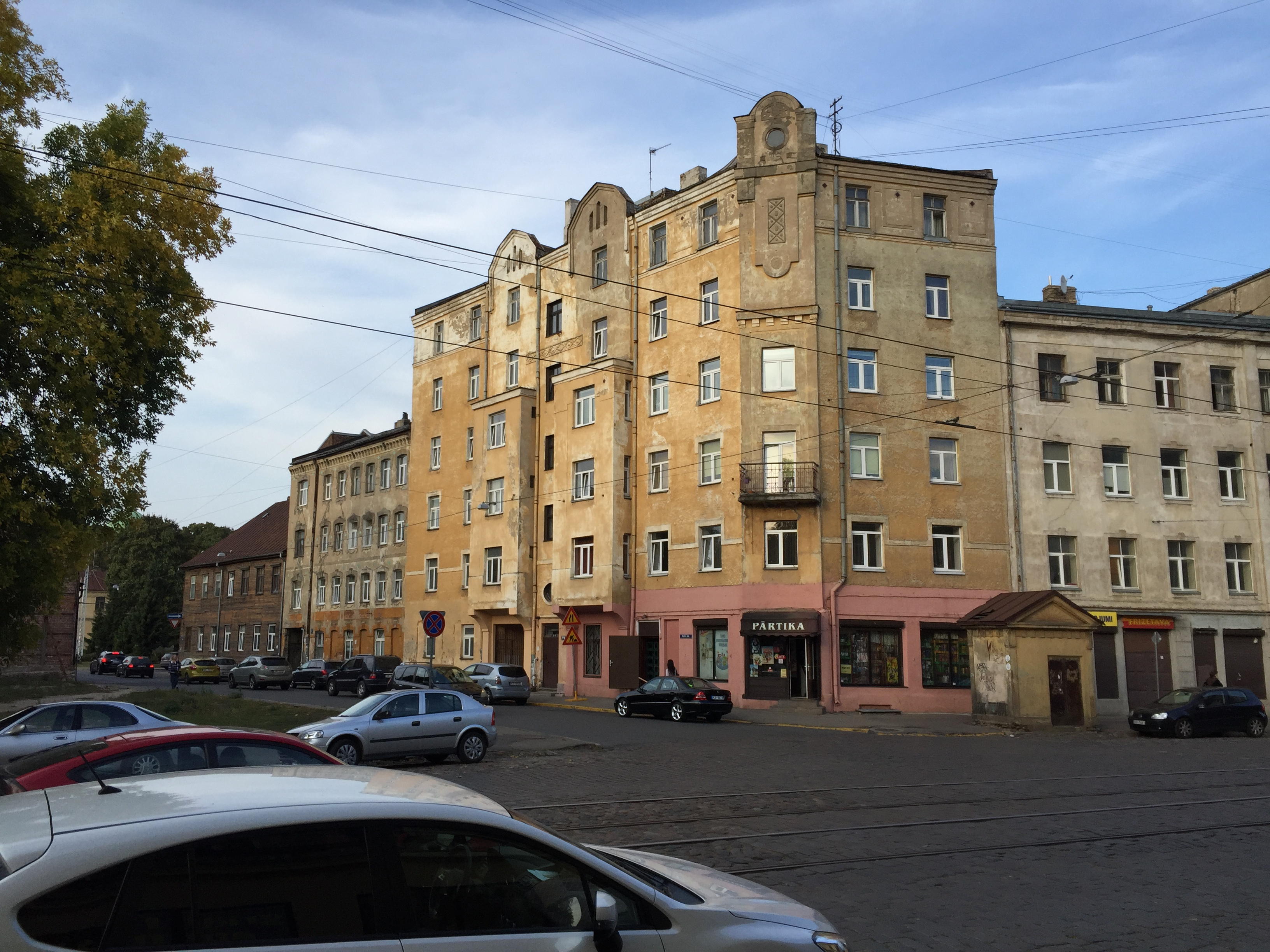
Угол улиц Католю и Маскавас
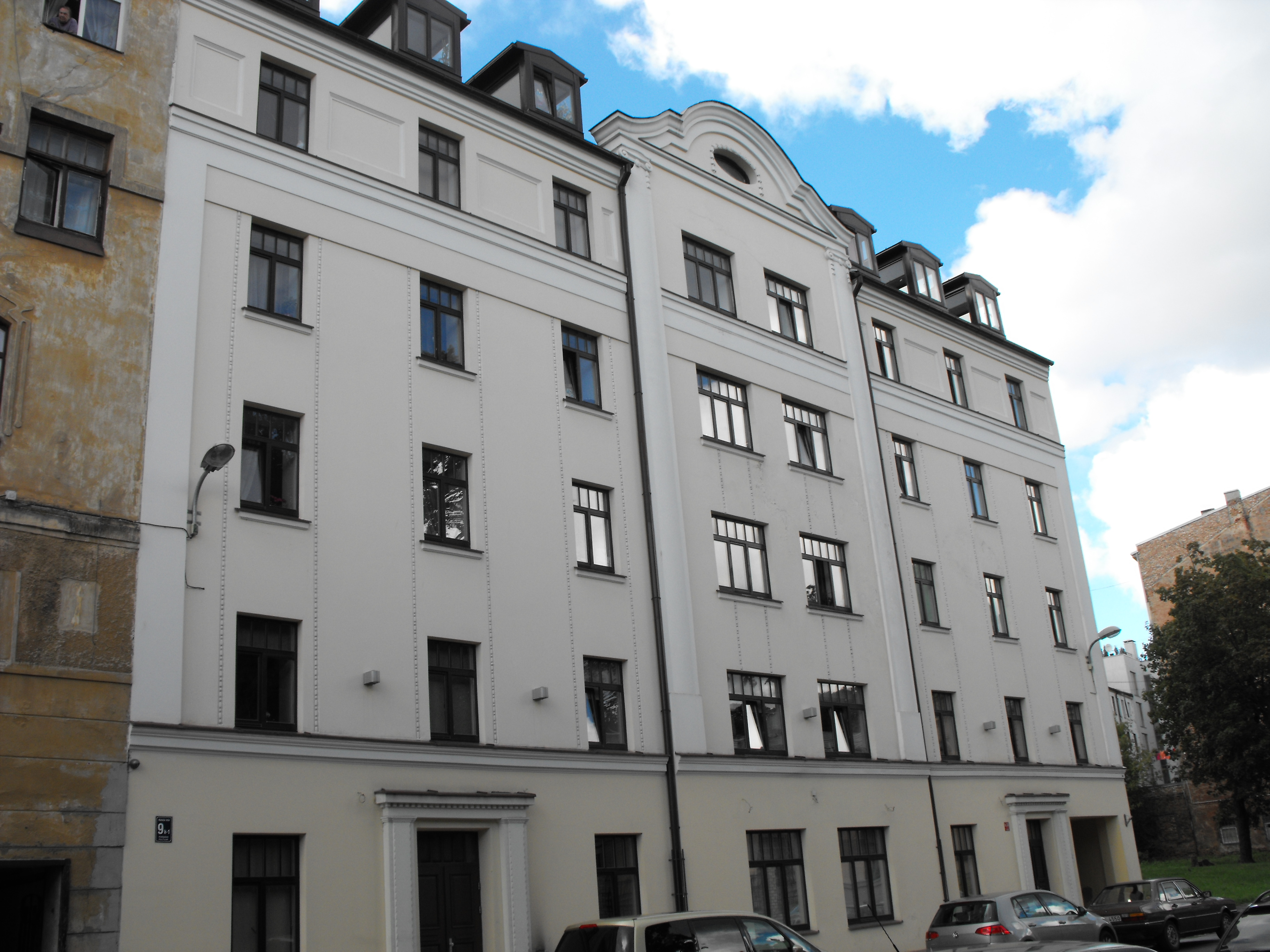
Дом № 9
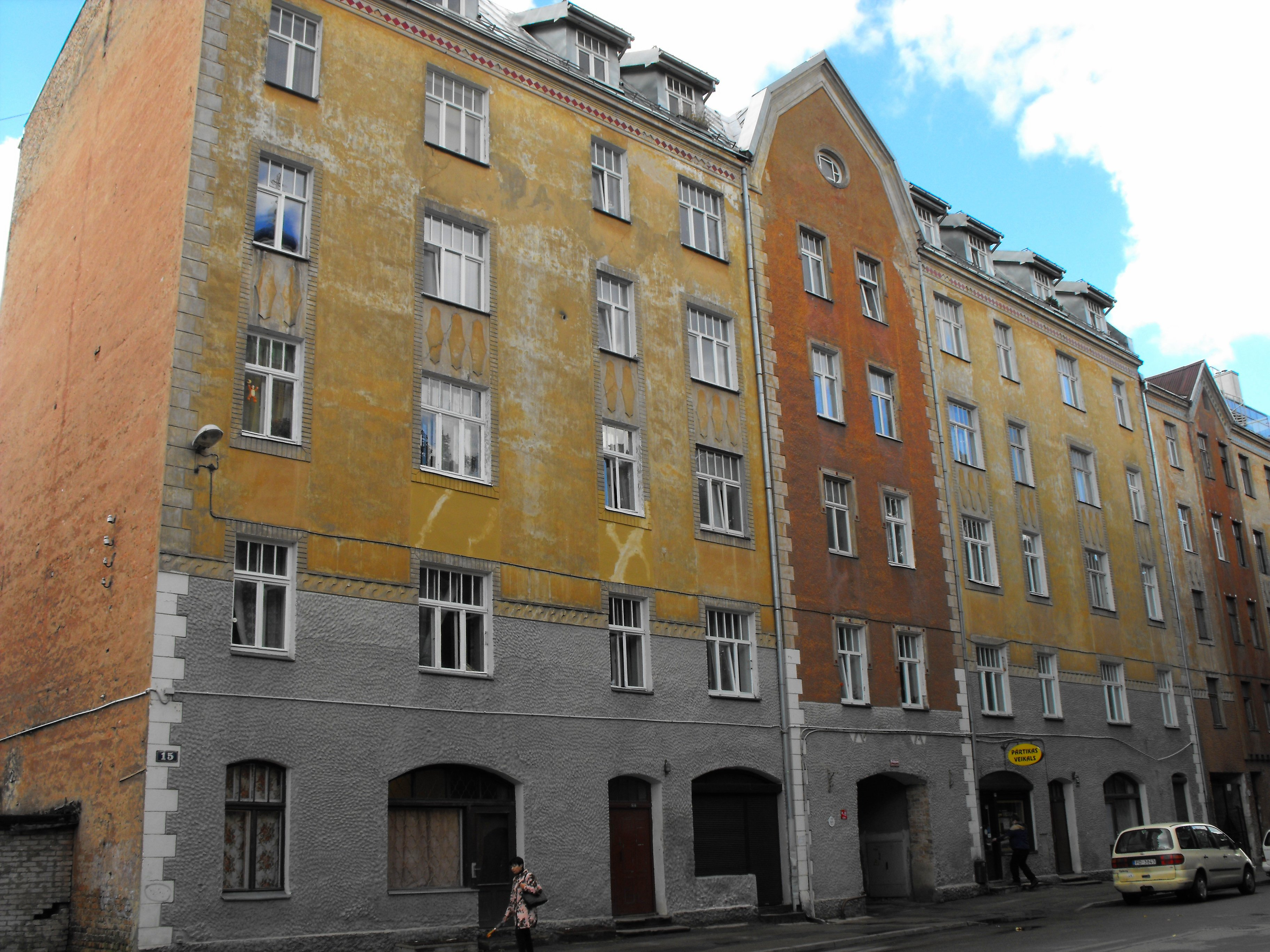
Дом № 15
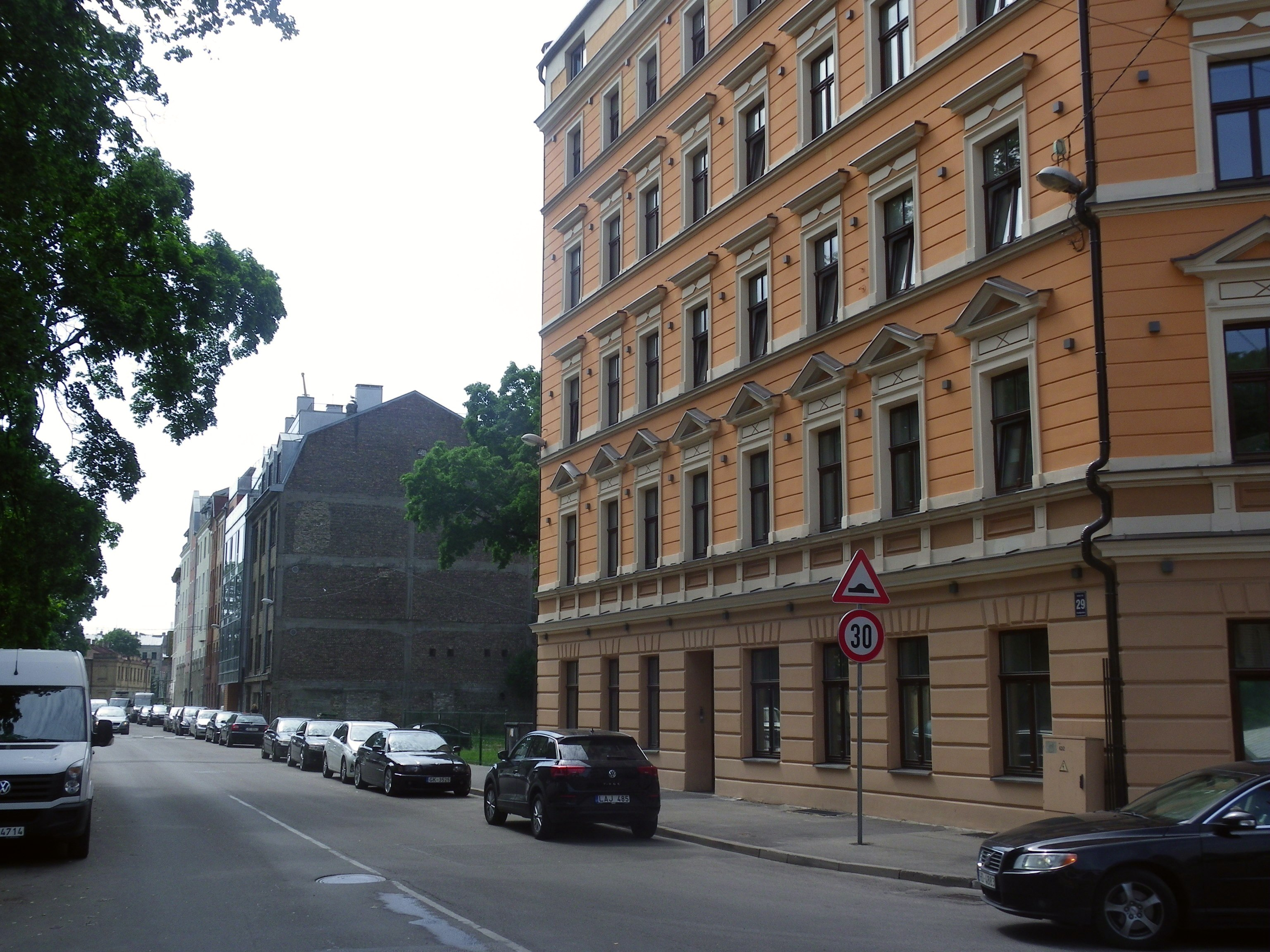
Дом № 29
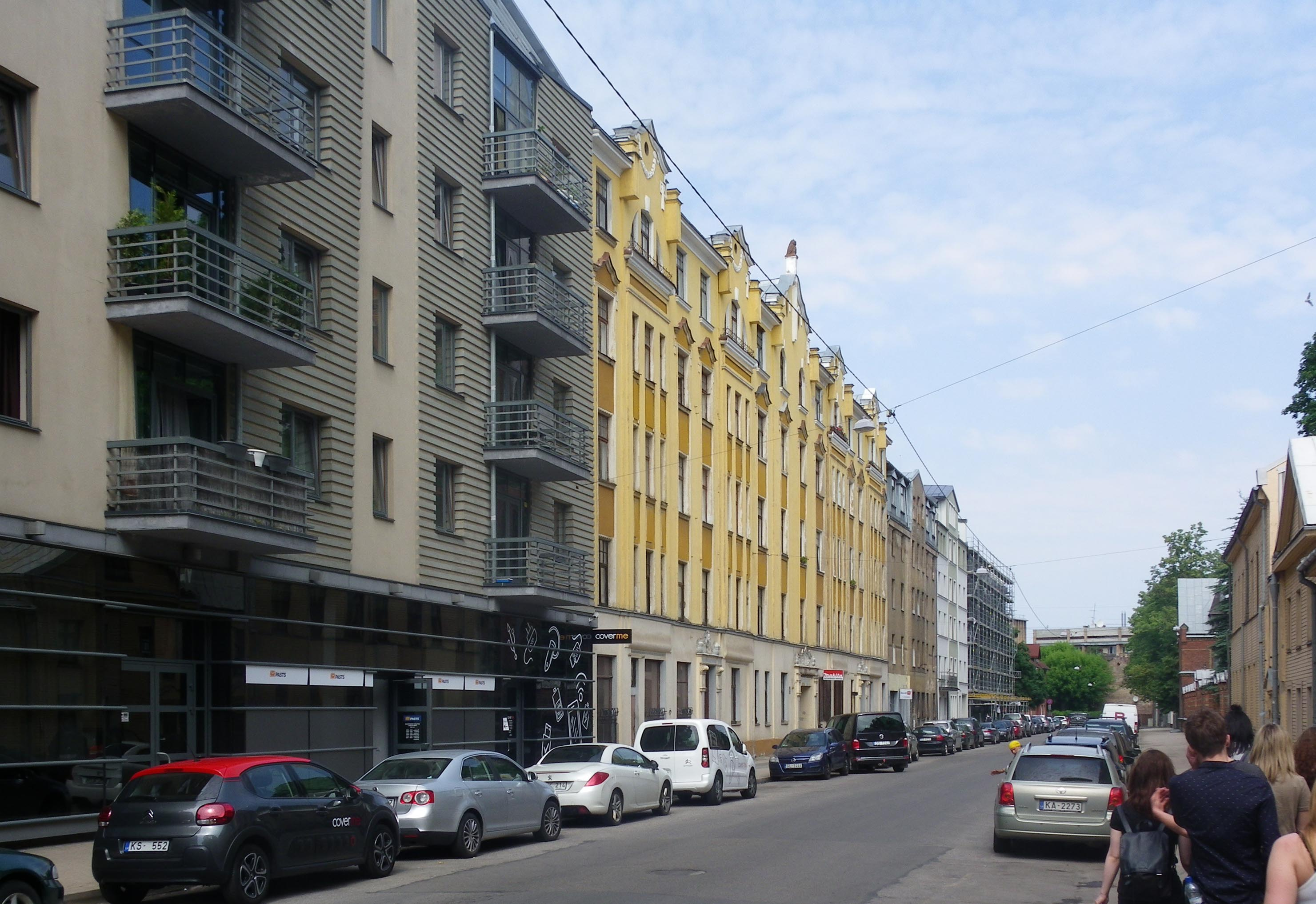
Вид от ул. Екабпилс
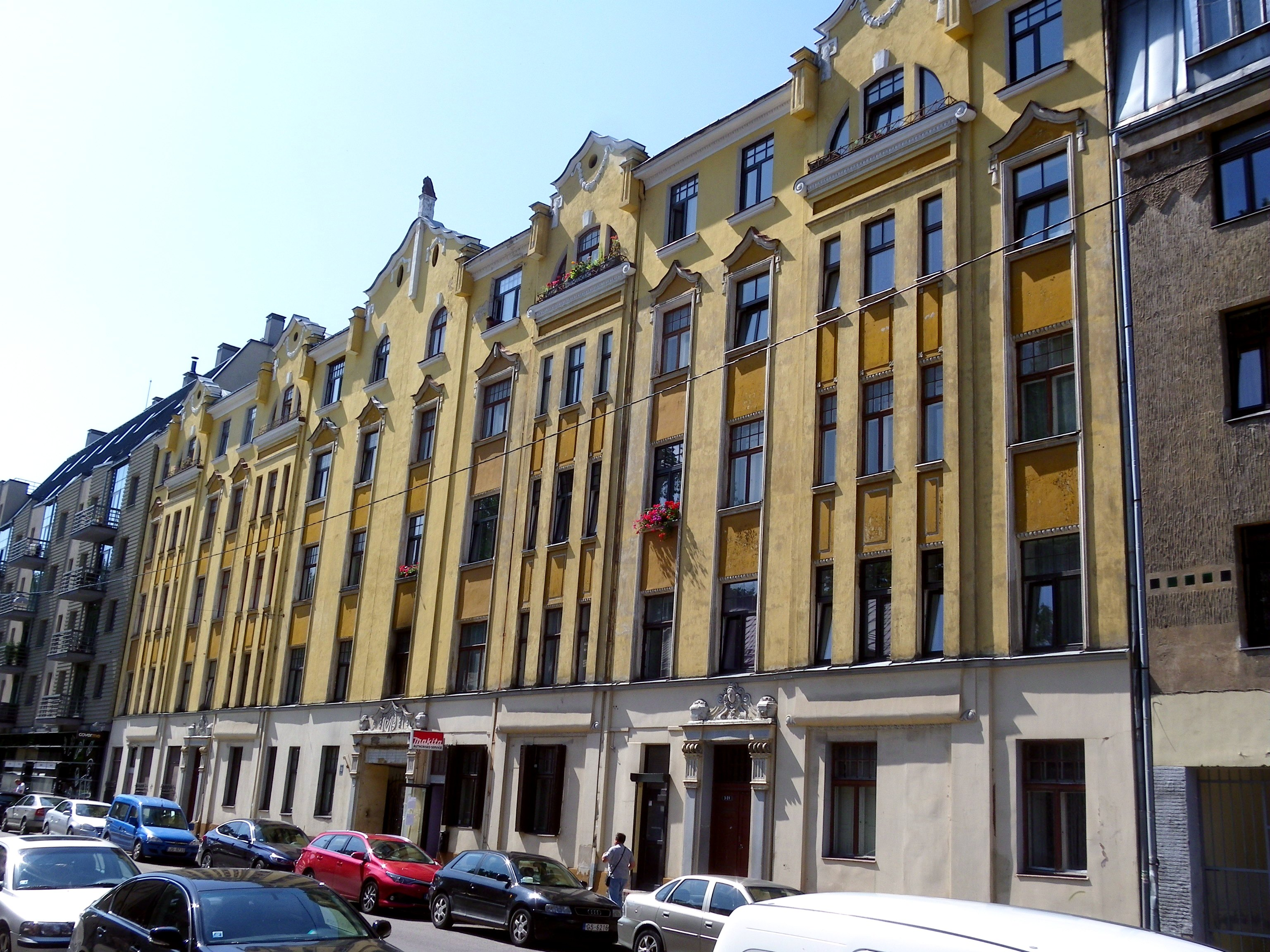
Дом № 33
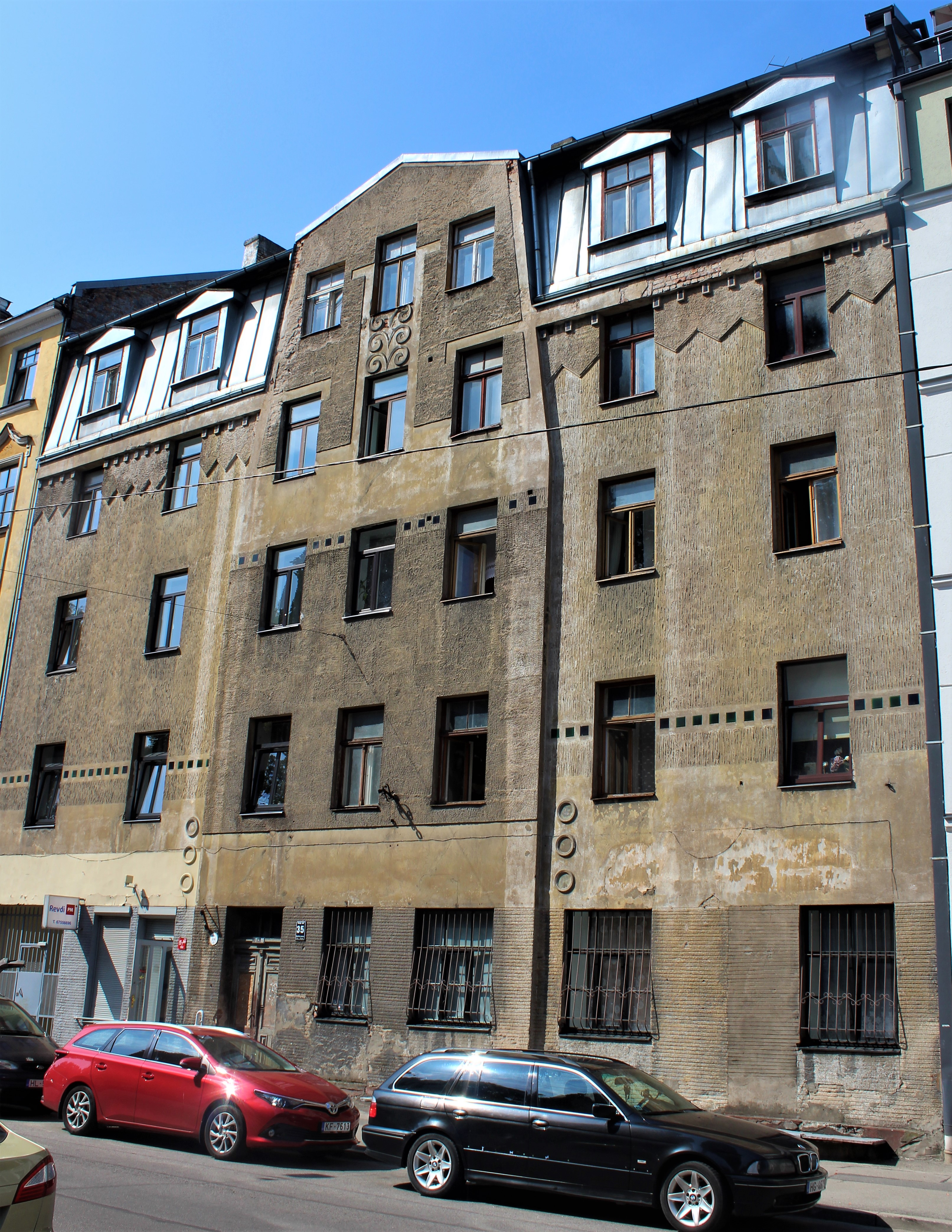
Дом № 35
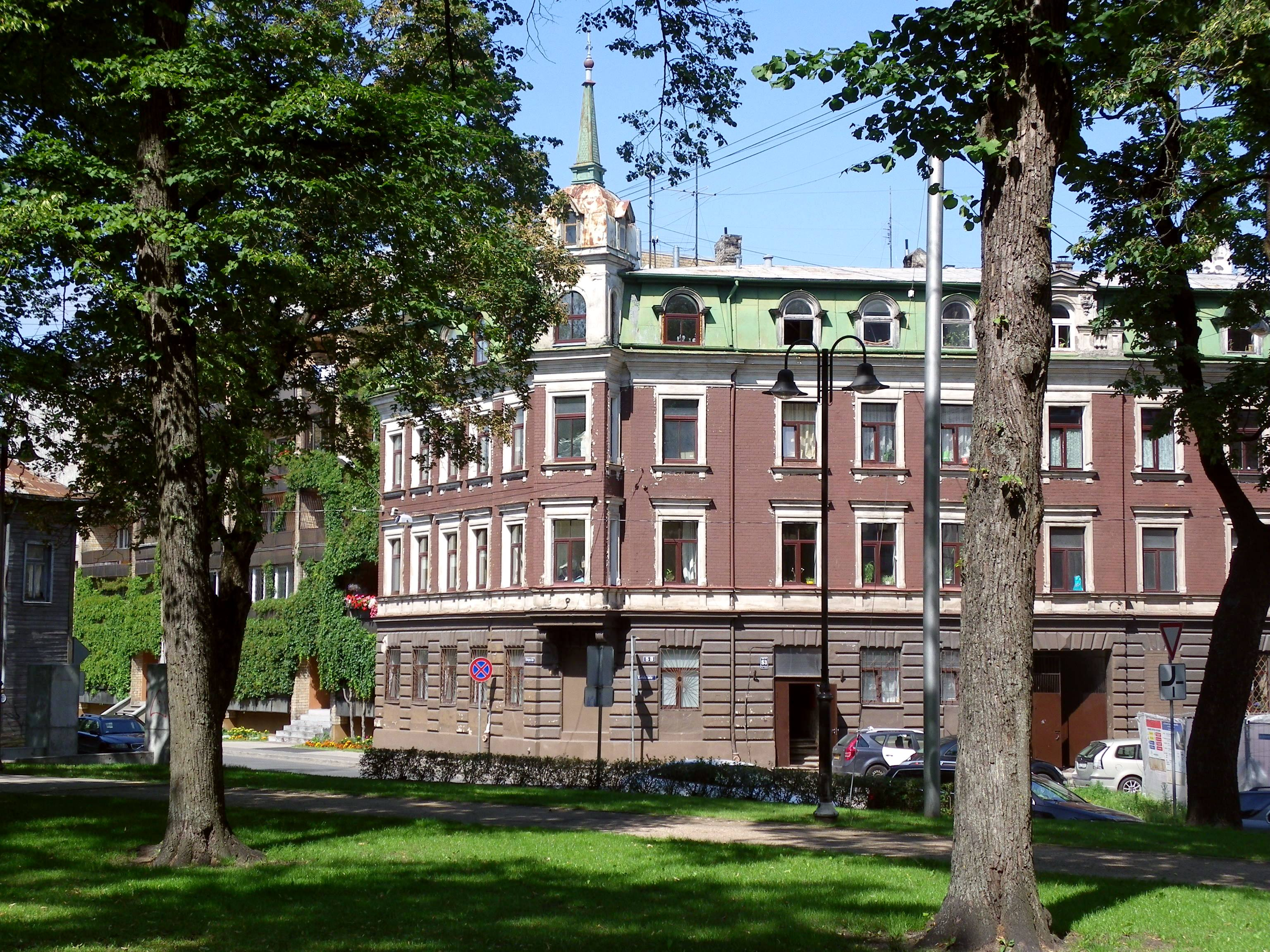
Дом № 53
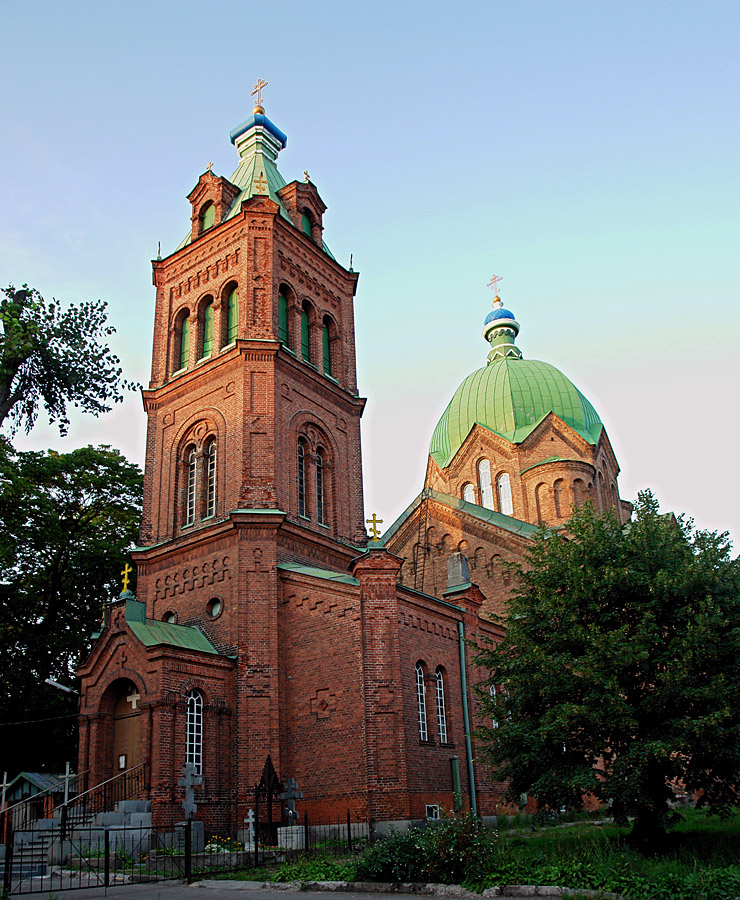
Церковь Всех Святых

## Прилегающие улицы
Улица Католю пересекается со следующими улицами:
- улица Маскавас
- улица Фирса Садовникова
- улица Лудзас
- улица Лаздонас
- улица Екабпилс
- улица Калупес